# Ismene (plantengeslacht)
Ismene is een geslacht uit de narcisfamilie (Amaryllidaceae). De soorten komen voor van Ecuador tot in Peru.

## Soorten
- Ismene amancaes (Ruiz & Pav.) Herb.
- Ismene hawkesii (Vargas) Gereau & Meerow
- Ismene longipetala (Lindl.) Meerow
- Ismene morrisonii (Vargas) Gereau & Meerow
- Ismene narcissiflora (Jacq.) M.Roem.
- Ismene nutans (Ker Gawl.) Herb.
- Ismene parviflora Meerow & A.Cano
- Ismene pedunculata Herb.
- Ismene ringens (Ruiz & Pav.) Gereau & Meerow
- Ismene sublimis (Herb.) Gereau & Meerow
- Ismene vargasii (Velarde) Gereau & Meerow

## Hybriden
- Ismene ×deflexa Herb. (I. longipetala × I. narcissiflora)

... · 
Acis · 
Amaryllis · 
Boophone · 
Clivia · 
Crinum (Haaklelie) · 
Galanthus (Sneeuwklokje) · 
Hippeastrum · 
Hymenocallis · 
Leucojum (Narcisklokje) · 
Narcissus (Narcis) · 
Pancratium · 
Scadoxus · 
Sprekelia · 
Sternbergia · 
...